# 珠機都市間鉄道
珠機都市間鉄道（じゅきとしかんてつどう、中文表記: 珠机城际铁路、英文表記: Zhuhai–Zhuhai Airport Intercity Railway）は中華人民共和国広東省珠海市および珠海金湾空港を結ぶ都市間鉄道である。広珠都市間鉄道の延長路線にあたり、正式名称は「珠海市区至珠海機場城際軌道交通」と言う。2020年8月18日に珠海駅から珠海長隆駅までの第1期が開通、2024年2月3日に珠海機場駅までの延伸部分が開通した。

## 歴史
2012年7月19日、珠機都市間鉄道（拱北 - 横琴区間）の環境影響評価報告が公示された。2014年1月20日に拱北〜横琴区間の工事が正式に着工。2015年9月21日、トンネル掘削機が坑内に搬入され、掘削が開始された。2018年11月19日には、珠機都市間鉄道第1期工事の右線トンネルが貫通し、1か月後には全線のトンネルが貫通した。2020年8月18日に第1期が正式に開業。2022年、珠機都市間鉄道第1期工事が、国家優良工程賞を受賞した。
2018年3月16日、珠機都市間鉄道の横琴 - 珠海金湾空港区間および金海大橋の起工式が開催され、同年7月に第2期工事の本体工事が開始された。当初計画されていた第2期の三灶区間は埋立による整備は、2018年に国務院が新たな埋立プロジェクトの審査を停止したことと2017年の台風13号による珠海周辺地域が甚大な被害を受け、沿岸堤防の強化が必要となったため、関係機関は埋立計画を海上橋の建設に変更された。これにより、生態系への影響を減らしながら、堤防の強化工事も同時に進められることとなった。2019年5月には、第2期の補足海洋環境影響報告書が承認された。2022年7月23日、金海大橋が開通。2024年2月3日に珠海機場駅までの延伸部分が開通した。
2024年3月1日よりマカオ方面に繋がる横琴島全域が「横琴粤澳深度合作区」に編入され保税区域としての管理下におかれたため、横琴駅および珠海長隆駅には新たに「第二線」通関の税関検査エリアが設けられ、同じく2024年2月3日に開通したマカオLRT横琴線に接続した。横琴北駅および井湾駅は税関施設が整備されていないため、2024年2月26日から旅客サービスを停止した。
2025年1月からは「バスのように乗れる」新たな運行方式が導入され、Alipayによる「当日限り1回有効」の自由乗車型チケット制度がスタートした。

## 駅一覧
| 駅名       | 駅名         | 駅名             | 駅間 キロ | 累計 キロ | 接続路線         | 所在地             | 所在地             | 開通日        |
| 日本語     | 簡体字中国語 | 英語             | 駅間 キロ | 累計 キロ | 接続路線         | 所在地             | 所在地             | 開通日        |
| ---------- | ------------ | ---------------- | --------- | --------- | ---------------- | ------------------ | ------------------ | ------------- |
| 珠海駅     | 珠海站       | Zhuhai           |           |           | ■広珠都市間鉄道  | 珠海市             | 香洲区             | 2020年8月18日 |
| 湾仔北駅   | 湾仔北站     | Wanzai North     |           |           |                  | 珠海市             | 香洲区             | 2020年8月18日 |
| 湾仔駅     | 湾仔站       | Wanzai           |           |           |                  | 珠海市             | 香洲区             | 未開通        |
| 十字門駅   | 十字门站     | Shizimen         |           |           |                  | 珠海市             | 香洲区             | 2020年8月18日 |
| 横琴北駅   | 横琴北站     | Hengqin North    |           |           |                  | 横琴粤澳深度合作区 | 横琴粤澳深度合作区 | 2020年8月18日 |
| 横琴駅     | 横琴站       | Hengqin          |           |           | ■マカオLRT横琴線 | 横琴粤澳深度合作区 | 横琴粤澳深度合作区 | 2020年8月18日 |
| 珠海長隆駅 | 珠海长隆站   | Zhuhai Changlong |           |           |                  | 横琴粤澳深度合作区 | 横琴粤澳深度合作区 | 2020年8月18日 |
| 井湾駅     | 井湾站       | Jingwan          |           |           |                  | 横琴粤澳深度合作区 | 横琴粤澳深度合作区 | 2024年2月3日  |
| 鶴洲南駅   | 鹤洲南站     | Hezhou South     |           |           |                  | 珠海市             | 金湾区             | 計画保留      |
| 三灶東駅   | 三灶东站     | Sanzao East      |           |           |                  | 珠海市             | 金湾区             | 2024年2月3日  |
| 珠海機場駅 | 珠海机场站   | Zhuhai Airport   |           |           |                  | 珠海市             | 金湾区             | 2024年2月3日  |